# 三浦暁子
三浦 暁子（みうら あきこ、1956年11月3日 - ）は、日本のエッセイスト。
静岡県生まれ。上智大学文学部史学科卒業。1980年、東京都立三田高等学校の先輩である三浦太郎と結婚し、三浦朱門・曽野綾子夫妻の「嫁」としてエッセイを書く。恋愛論・結婚論が多かったが、近年は人物評伝を書いている。

## 著書
- 『テーマは愛』海竜社 1990
- 『女のシンフォニー 結婚12年の歩み』河合出版 1992
- 『一人息子と結婚して』講談社 1992
- 『結婚する理由 愛を育てるための選択』海竜社 1993
- 『あなたのペースでマイ・ウェイ ハミング主婦の幸せさがし』PHP研究所 1993
- 『もうすぐ女ざかり 人生変えどき変わりどき』講談社 1994
- 『ラブレターの秘訣』講談社文庫 1995
- 『大震災、主婦の体験』講談社 1996
- 『恋の手ほどき 臆病なあなたに贈る「彼の心のつかみ方」』講談社 1997
- 『結婚を考えはじめたとき読む本』三笠書房 1998
- 『長男の嫁』三笠書房 2000
- 『習わず、覚えず、使って、にっこり 私のパソコンライフ』NTT出版 2004
- 『ボルネオの白きラジャ ジェームズ・ブルックの生涯』NTT出版 2006
- 『梶本隆夫物語 阪急ブレーブス不滅の大投手』燃焼社 2007
- 『太郎の嫁の物語』ビジネス社 2023

### 共著
- 『太郎家族のボルネオ日記』三浦太郎共著 河合出版 1990
- 『家族はわかり合えないから面白い』三浦朱門共著. 三笠書房, 2013.9